# ヘンリー四世 第2部

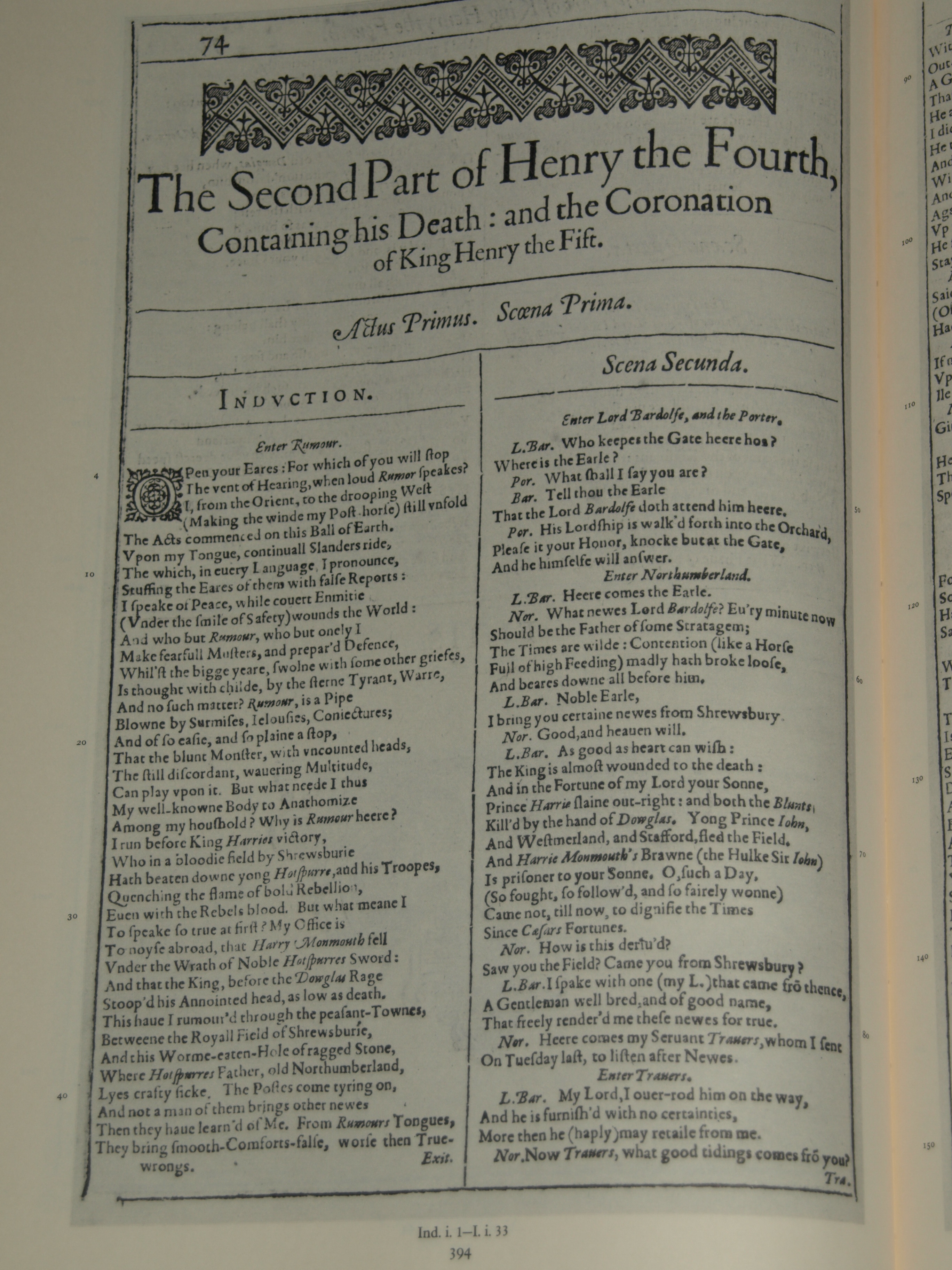
1623年の「ファースト・フォリオ」から『ヘンリー四世 第2部』の表紙の複写

『ヘンリー四世 第2部』（ヘンリーよんせい だいにぶ、Henry IV, Part 2）は、ウィリアム・シェイクスピア作の歴史劇。1596年から1599年の間に書かれたと信じられている。シェイクスピアの第2四部作であるヘンリアド（『リチャード二世』『ヘンリー四世 第1部』『ヘンリー四世 第2部』『ヘンリー五世』）の3作目にあたる。

## 材源
シェイクスピアが『ヘンリー四世 第2部』で主に材源としたのは、他の史劇同様、ラファエル・ホリンシェッド（Raphael Holinshed）の『年代記（Chronicles）』（1587年出版の第2版）で、それが劇に「terminus ad quem（目標）」を与えた。エドワード・ホール（Edward Hall）の『ランカスター、ヨーク両名家の統一（The Union of the Two Illustrious Families of Lancaster and York）』（1542年）も参考にしたようで、研究者たちは他にも、サミュエル・ダニエル（Samuel Daniel）の薔薇戦争を題材とした詩にシェイクスピアは通じていたのではと示唆している。

## 創作年代とテキスト
1596年から1599年の間のいつかに書かれたと信じられている。書籍商アンドリュー・ワイズ（Andrew Wise）とウィリアム・アスプレイ（William Aspley）によって1600年に書籍出版業組合に記録され、同年「四折版」が出版された（印刷はヴァレンタイン・シムズ Valentine Simmes）。『ヘンリー四世 第1部』より人気がなく、四折版での出版はこれのみである。次に出版されたのは1623年の「ファースト・フォリオ」である。
出版前に「たびたび公演された」劇であることが四折版の表紙に書かれている。記録を見ると、1612年に王宮で『ヘンリー四世』2部作が上演されたとあるが、題名が『サー・ジョン・フォルスタッフ（Sir John Falstaff）』と『ホットスパー（Hotspur）』となっている。『フォルスタッフ 第2部（Second part of Falstaff）』と書かれてある記録は1619年の王宮での上演を指しているようである。

## 登場人物
- 噂（RUMOUR） - 口上役。

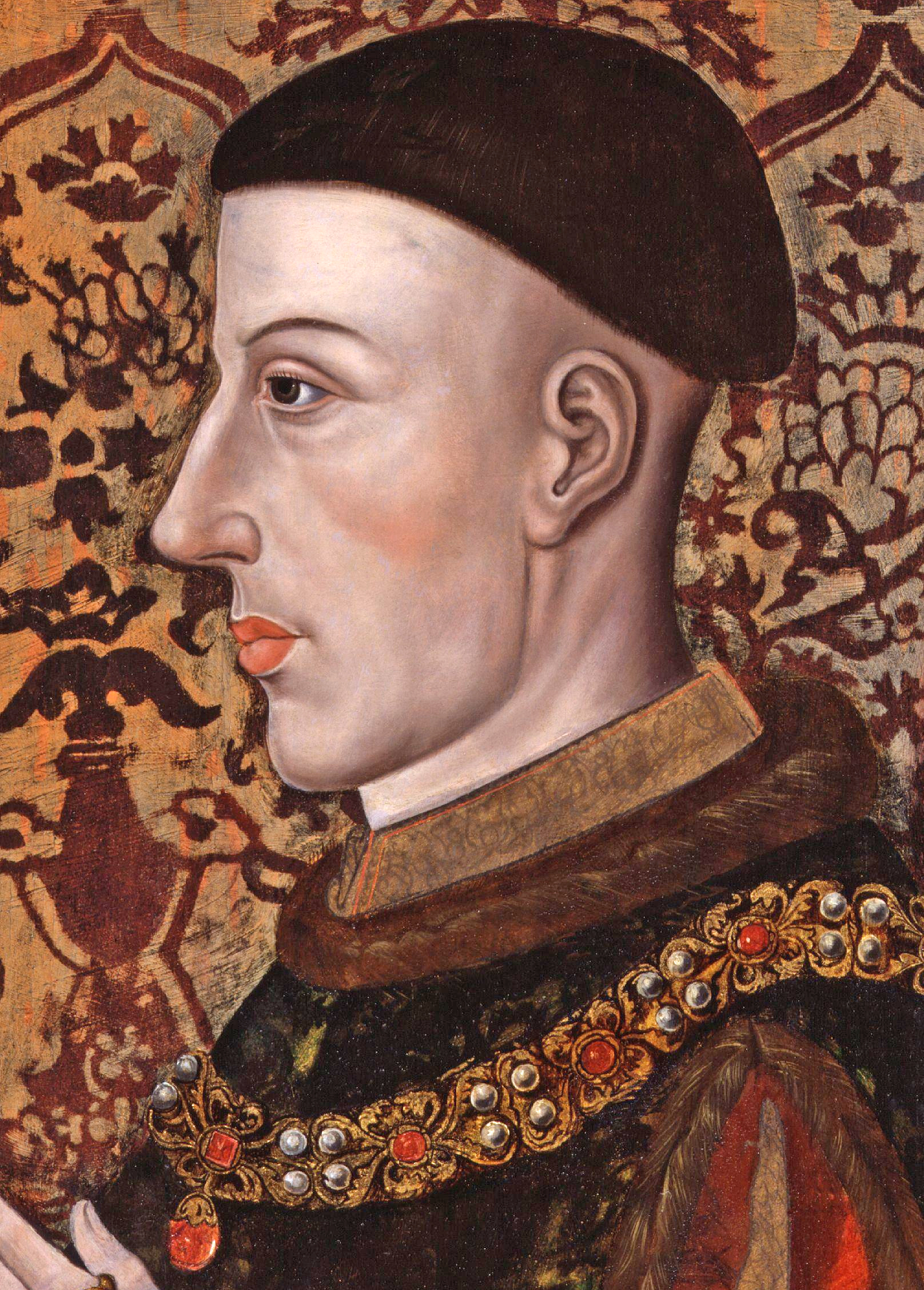
ヘンリー五世（ハル王子）

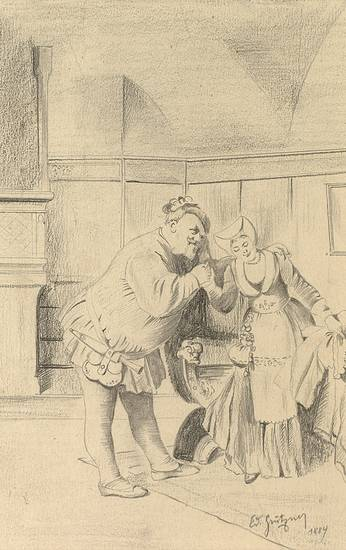
若い女性を口説くフォルスタッフ（Eduard von Grützner画、1884年）

- 王ヘンリー四世（KING HENRY the Fourth）
- ハル王子（HENRY, PRINCE OF WALES）、のちにヘンリー五世 - ヘンリー四世の子。
- クラレンス公トマス（THOMAS, DUKE OF CLARENCE） - ヘンリー四世の子。
- ランカスター公ジョン（PRINCE JOHN OF LANCASTER） - ヘンリー四世の子。
- グロスター公ハンフリー（PRINCE HUMPHREY OF GLOUCESTER） - ヘンリー四世の子。
- ウォリック伯（EARL OF WARWICK）
- ウェストモーランド伯（EARL OF WESTMORELAND）.
- サリー伯（EARL OF SURREY）
- ガワー（GOWER）
- ハーコート（HARCOURT）
- ブラント（BLUNT）
- 王座裁判所の首席裁判官（Lord Chief Justice of the King's Bench）
- 首席裁判官の従者（A Servant of the Chief-Justice）
- ノーサンバランド伯（EARL OF NORTHUMBERLAND）
- ヨーク大司教スクループ（SCROOP, ARCHBISHOP OF YORK）
- モーブレー卿（LORD MOWBRAY）
- ヘースティングス卿（LORD HASTINGS）
- バードルフ卿（LORD BARDOLPH）
- サー・ジョン・コルヴィル（SIR JOHN COLEVILLE）
- トラヴァーズ（TRAVERS）とモートン（MORTON） - ノーサンバランドの家来。
- サー・ジョン・フォルスタッフ（SIR JOHN FALSTAFF）
- その小姓（His Page）
- バードルフ（BARDOLPH）
- ピストル（PISTOL）
- ポインズ（POINS）
- ピートー（PETO）
- シャロー（SHALLOW）とサイレンス（SILENCE） - 地方判事。
- デーヴィー（DAVY） -  シャローの召使い。
- モールディー（MOULDY）、シャドー（SHADOW）、ウォート（WART）、フィーブル（FEEBLE）、ブルカーフ（BULLCALF） - 新募集者。
- ファング（FANG）とスネア（SNARE） - 警吏。
- ノーサンバランド夫人（LADY NORTHUMBERLAND）
- パーシー夫人（LADY PERCY）
- クィックリー夫人（MISTRESS QUICKLY） - イーストチープのボアーズヘッド亭の女将。
- ドル・ティアシート（DOLL TEARSHEET）
- 貴族たち、従者たち、Porter、給仕たち、Beadles、Grooms、他
- 踊り手（締め口上の語り手）

## あらすじ
「噂」が登場して口上を述べてから、劇が始まる。『ヘンリー四世 第1部』の続きで、シュルーズベリーの戦い（1403年）とホットスパーの死を知らされて反乱軍が動揺するが、反乱は続けることにする。
ロンドンに戻ったフォルスタッフは、居酒屋の女将クィックリー夫人や売春婦のドル・ティアシート相手に呑んで騒いでいる。第2の反乱が起きたので、徴兵しながら戦場に向かう。その途中、グロスタシャーで法学院時代の悪友だったシャロー判事と再会し、思い出話に花を咲かせる。
ヨークシャーのゴールトリーの森にいた反乱軍のところに、ランカスター公ジョンから和議の申し入れがあり、反乱軍はそれに応じる。しかし、首謀者たちは捕まり、ようやく反乱は終わる。
戦いには勝ったものの、ヘンリー四世は病気で倒れてしまう。心配だったハル王子とも和解して、安らかに死んでゆく。
フォルスタッフはハル王子が王に即位してヘンリー五世になったことを知り、褒賞を期待して、シャローを引き連れてロンドンに行く。しかし、生まれ変わったヘンリー五世はフォルスタッフを拒絶する。さらにフォルスタッフはこれまでの罪で監獄に連行される。
エピローグでは踊り手が現れ、締め口上を述べる。そこでヘンリー五世が主人公の続編の予告をする。フォルスタッフはフランスで発汗死する予定であると語られるが、完成した続編（『ヘンリー五世』）では変更されている。また、フォルスタッフはジョン・オールドカースルとは別人であることがわざわざ告げられる。

## 映像化
2012年にはBBCがテレビ映画シリーズ『ホロウ・クラウン/嘆きの王冠』の一篇として製作した。

## 評価
『ヘンリー四世 第2部』は『第1部』ほどの成功は収められなかったようである。ハル王子とフォルスタッフのからみが少ないのが、劇的ではないと批判されたのであろう。評論家の中には、シェイクスピアは続編を書くつもりはなく、さらに歴史的な出来事があまりないので、喜劇的なシーンを愚にもつかない「埋め草」にしたのだと言う者もいる。とはいえ、フォルスタッフとシャロー判事の場面は切ないようなエレジー的喜劇として称賛を受け、また、フォルスタッフがヘンリー五世から拒絶される場面も力のある場面とも言える。

### 日本語訳テキスト
- ヘンリー四世 第2部 - 坪内逍遥訳（新樹社、のち名著普及会）
- ヘンリー四世 第二部 - 小田島雄志訳（「シェイクスピア全集」白水社 のち白水Uブックス）。解説：渡辺喜之
- ヘンリー四世 - 福田恆存訳（新潮社「シェイクスピア全集」）
- ヘンリー四世 第2部 - 中野好夫訳（筑摩書房「世界古典文学全集」 および岩波文庫）
- ヘンリー四世 全二部 - 松岡和子訳（ちくま文庫「シェイクスピア全集24」）